# Jean Laborey
Jean Laborey, né le 30 juin 1910 à Paris et mort le 24 octobre 2001 à Paris, est ingénieur horticole, botaniste, jardinier et écrivain français. Président fondateur de l'APBF, Association des Parcs Botaniques de France et le CCVS Conservatoire des collections végétales spécialisées. En Bretagne, surnommé « le père de l'éveil du monde rural ».

## Biographie

### Jeunesse et études
Jean Laborey, né le 30 juin 1910 à Paris, est l'un des cinq enfants de Gustave Laborey (1881-1971) et Jeanne Edange (1883-1975).
À 17 ans il entre à l'École nationale supérieure d'horticulture de Versailles et obtient son diplôme d'ingénieur horticole.
En 1926, Jean Laborey s'installe à Ploumanac'h, en Bretagne, où en 1925, son grand-père, instituteur, a acquis une demeure en granit avec terrain d'un hectare. Il y commence le long travail de transformation de la lande stériles d'ajoncs et de bruyères en en un « laboratoire » du monde végétal,. Il a promu l'éveil à la curiosité des choses de la nature pour la jeunesse,.

### Parcours professionnel
Il devient conseiller de l'Office du commerce extérieur en Afrique à la recherche de terres favorables à la culture des bananes. En Guinée, à la tête d'une bananeraie de 200 hectares, il fait ses premières armes en botanique,.

#### Grand collectionneur de plantes
Après de nombreux voyages à travers le monde et de stages dans des exploitations de Hollande et d'Angleterre, il est convaincu que la culture des bulbes, des fleurs et l'implantation de pépinières convenaient parfaitement au climat de la péninsule bretonne,. À chaque retour, Jean Laborey apporte des espèces et variétés compatibles avec le climat breton qu'il cultive et acclimate dans son jardin avant de les confier à des pépiniéristes. Ainsi, certains olearias, cyprès ou eucalyptus ont transité par Ploumanac'h avant d'aboutir dans les jardins de la France entière. Son jardin de Ploumanac'h a renfermé plus de 250 espèces rares et exotiques, dont 90 espèces indigènes et acclimatées,.
En 1963, en raison des dégâts causés par le froid sur l'artichaut et le chou-fleur, Jean Laborey préconise une diversification des cultures et conseille des cultures de carottes, d'endives, de salades et d'échalotes. C'est en partie grâce à son travail que la Bretagne est aujourd'hui la première région bulbicole de France. Il collabore avec la station de l'Inra de Ploudaniel dans le Finistère et introduit de nouvelles méthodes de travail en Bretagne : la culture de l'herbe, les clôtures électriques, l'ensilage, le chou fourrager par semis. Jean Laborey s'est aussi l'instigateur de la réhabilitation du site  naturel de Ploumanac'h, ravagé par l'occupant en 1944, puis par le tourisme.

#### Autres activités
En 1946, Jean Laborey a créé le Centre itinérant d'éducation populaire de la famille rurale (CIEPR), qui propose des sessions itinérantes aux jeunes ruraux, éducateurs et responsables du monde agricole,. Au total, iI organisera 576 voyages d'études dans le monde entier avec des groupes de 30 à 40 agriculteurs.
En 1947, Jean Laborey fonde la Société d'intérêt collectif agricole (SICA) qui vont apporter d'énormes changements dans le monde agricole et horticole.
En 1973, il devient le Président fondateur de l'Association des parcs botanistes de France (APBF) ayant pour but principal d’encourager la création et l’entretien des jardins botaniques privés.
En 1980, il entre au « Comité d’orientation et de sélection » qui prépare les premières foires, maintenant connues comme les « Journées des Plantes de Courson ».
En 1992, il est l’un des fondateurs et le premier président du Conservatoire des collections végétales spécialisées (CCVS) dont l'intérêt principal est de sauver et conserver les plantes rares.
Il est aussi le fondateur de la section camélias à la Société nationale horticole française et le directeur pour la France de l'International Camelias Society. Réputé comme l'un des meilleurs spécialistes français de plantes de terre de bruyère dont les camélias,.

### Fin de vie
Jean Laborey est décédé à Paris à l'âge de 91 ans, le 24 octobre 2001. Ses obsèques ont eu lieu le 29 octobre 2001, en l'église saint Baptiste de Grenelle à Paris. Jean Laborey est enterré au cimetière du Père-Lachaise.

### Famille
Avec son épouse, Clotilde Marie Cécile Denise Raoux, il a eu six enfants : Marie-Annick, Vincent, Veronique, Pascale, Denis et Emmanuel qui est connu comme l'acteur Éric Laborey.
La fille de Jean Laborey Marie-Annick, mariée à Bernard Guidée, est la mère de quatre enfants, notamment : du diplomate Benoît Guidée (né en 1971), de la journaliste Marie-Emmanuelle Banerjee et de la scientifique Raphaëlle Guidée.

## Honneurs et reconnaissance

### Décorations
- Commandeur de l'ordre du Mérite agricole depuis 1996
- Officier de l'ordre du Mérite agricole depuis 1979
- Officier de l'ordre d'Orange-Nassau depuis 1976

### Hommages
- une variété de Camellia japonica est dédiée à Jean Laborey, Le Camellia japonica 'Jean Laborey'[28],[29]
- l'entrée du sentier des douaniers à Ploumanac'h porte le nom de Jean Laborey, « Passage Jean-Laborey »[15],[30]
- Prix Jean-Laborey de la Société d'horticulture de la Côte-du-Goëlo[31]

## Travaux

### Seul
- Jean Laborey, Les Camélias, Paris, Flammarion, coll. « la Maison rustique », 1986, 238 p. (ISBN 2-7066-1722-5)
- Jean Laborey, Les Plantes de terre de bruyère, Paris, Larousse, coll. « Les Pratiques du jardinage », 1988, 127 p. (ISBN 2-03-515116-3)

### Ouvrages collectifs
- Association des parcs botaniques de France, Association des responsables et techniciens de jardins botaniques, Pierre Augé, Michel Chauvet et Jean Laborey, Guide des jardins botaniques de France, vol. 1, Paris, Editions Pandora, coll. « Collection CCVS », 1991, 327 p. (ISBN 978-2-7421-0007-1)

### Publications
- Jean Laborey, « Jours au jardin : Arbustes : que faire sils ont pris froid », l'Ami des Jardins et de la Maison, no 671,‎ 1981, p. 120
- Jean Laborey, « Jours au jardin », l'Ami des Jardins et de la Maison, no 673,‎ 1981, p. 120